# Gutierre Gómez de Luna
Gutierre Gómez de Luna (? - 1391), obispo y cardenal español.
Al parecer nacido en Aragón de familia procedente de Castilla, a veces se le conoce por Gómez de Aragón. Pariente del Cardenal Pedro Martínez de Luna y Pérez de Gotor (1375), futuro antipapa Benedicto XIII. 
Elegido obispo de Palencia en 1370, residió en la corte del rey Enrique II de Castilla, que pidió al papa Gregorio XI el cardenalato para él en 1378; pero el papa murió enseguida y aunque el nuevo papa Urbano VI le ofreció el título, Gutierre lo rechazó y se unió a la obediencia de Aviñón.
Fue nombrado pseudocardenal el 27 de agosto de 1381, con el título de San Juan y San Pablo por el antipapa Clemente VII; fue nombrado legado en España en 1385.
Murió el 13 de enero de 1391, en Aviñón o en España.
| Predecesor: Gutierre I | Obispo de Palencia 1370 – 1391 | Sucesor: Juan de Castromocho |